# FINA Water Polo World League 2009 (femminile)
La 6ª edizione della World League femminile di pallanuoto, organizzata dalla FINA, si è svolta tra l'8 maggio ed il 14 giugno 2009.
Il turno di qualificazione si è svolto su base continentale. Otto nazionali hanno raggiunto la Super Final, disputatasi per la seconda volta a Kiriši, in Russia.

## Turno di qualificazione

### Americhe
Stati Uniti e  Canada qualificate alla finale senza disputare tornei di qualificazione.

### Asia/Oceania
|    | Squadra       | Pti | G | V | VR | PR | P | GF | GS | Diff |
| -- | ------------- | --- | - | - | -- | -- | - | -- | -- | ---- |
| 1. | Australia     | 15  | 6 | 5 | 0  | 0  | 1 | 79 | 37 | +42  |
| 2. | Cina          | 15  | 6 | 5 | 0  | 0  | 1 | 86 | 52 | +34  |
| 3. | Nuova Zelanda | 6   | 6 | 2 | 0  | 0  | 4 | 46 | 77 | -31  |
| 4. | Giappone      | 0   | 6 | 0 | 0  | 0  | 6 | 34 | 79 | -45  |

- Adelaide,  Australia
- 22 maggio

| Nuova Zelanda | 10 - 9  | Giappone |
| Australia     | 17 - 13 | Cina     |

- 23 maggio

| Cina      | 22 - 6 | Giappone      |
| Australia | 14 - 0 | Nuova Zelanda |

- 24 maggio

| Australia | 13 - 4  | Giappone      |
| Cina      | 15 - 11 | Nuova Zelanda |

- Auckland,  Nuova Zelanda
- 29 maggio

| Cina          | 10 - 9  | Australia |
| Nuova Zelanda | 11 - 10 | Giappone  |

- 30 maggio

| Cina      | 15 - 7 | Nuova Zelanda |
| Australia | 12 - 3 | Giappone      |

- 31 maggio

| Cina      | 11 - 2 | Giappone      |
| Australia | 14 - 7 | Nuova Zelanda |

### Europa/Africa

#### Gruppo A
|    | Squadra       | Pti | G | V | VR | PR | P | GF | GS  | Diff |
| -- | ------------- | --- | - | - | -- | -- | - | -- | --- | ---- |
| 1. | Russia        | 15  | 6 | 5 | 0  | 0  | 1 | 92 | 48  | +44  |
| 2. | Grecia        | 15  | 6 | 5 | 0  | 0  | 1 | 81 | 56  | +25  |
| 3. | Germania      | 6   | 6 | 2 | 0  | 0  | 4 | 72 | 76  | -4   |
| 4. | Gran Bretagna | 0   | 6 | 0 | 0  | 0  | 6 | 35 | 100 | -65  |

- Atene,  Grecia
- 8 maggio

| Grecia | 15 - 10 | Germania      |
| Russia | 14 - 7  | Gran Bretagna |

- 9 maggio

| Russia | 14 - 10 | Germania      |
| Grecia | 15 - 2  | Gran Bretagna |

- 10 maggio

| Grecia   | 10 - 8 | Russia        |
| Germania | 13 - 7 | Gran Bretagna |

- Bochum,  Germania
- 22 maggio

| Russia | 17 - 8 | Germania      |
| Grecia | 15 - 9 | Gran Bretagna |

- 23 maggio

| Russia   | 17 - 12 | Grecia        |
| Germania | 21 - 9  | Gran Bretagna |

- 24 maggio

| Grecia | 14 - 10 | Germania      |
| Russia | 22 - 1  | Gran Bretagna |

#### Gruppo B
|    | Squadra   | Pti | G | V | VR | PR | P | GF | GS  | Diff |
| -- | --------- | --- | - | - | -- | -- | - | -- | --- | ---- |
| 1. | Spagna    | 18  | 6 | 6 | 0  | 0  | 0 | 97 | 49  | +48  |
| 2. | Italia    | 11  | 6 | 3 | 1  | 0  | 2 | 88 | 61  | +27  |
| 3. | Francia   | 7   | 6 | 2 | 0  | 1  | 3 | 73 | 68  | +5   |
| 4. | Sudafrica | 0   | 6 | 0 | 0  | 0  | 6 | 28 | 118 | -90  |

- Lilla,  Francia
- 8 maggio

| Spagna  | 13 - 10 | Italia    |
| Francia | 14 - 7  | Sudafrica |

- 9 maggio

| Italia | 12 - 11 | Francia   |
| Spagna | 17 - 7  | Sudafrica |

- 10 maggio

| Spagna | 14 - 10 | Francia   |
| Italia | 18 - 5  | Sudafrica |

- Madrid,  Spagna
- 22 maggio

| Spagna | 20 - 2        | Sudafrica |
| Italia | 14 - 13 (rig) | Francia   |

- 23 maggio

| Spagna | 16 - 6 | Francia   |
| Italia | 20 - 2 | Sudafrica |

- 24 maggio

| Spagna  | 17 - 14 | Italia    |
| Francia | 19 - 5  | Sudafrica |

## Super Final

### Fase preliminare

#### Gruppo A
|   | Squadra     | Pts | G | V | N | P | GF | GS | DR  |
| - | ----------- | --- | - | - | - | - | -- | -- | --- |
| 1 | Stati Uniti | 6   | 3 | 2 | 0 | 1 | 38 | 25 | +13 |
| 2 | Cina        | 6   | 3 | 2 | 0 | 1 | 32 | 23 | +9  |
| 3 | Russia      | 6   | 3 | 2 | 0 | 1 | 40 | 34 | +6  |
| 4 | Italia      | 0   | 3 | 0 | 0 | 3 | 23 | 51 | -28 |

- 9 giugno

| Stati Uniti | 17 – 7 | Italia |
| Russia      | 8 – 12 | Cina   |

- 10 giugno

| Stati Uniti | 9 – 5   | Cina   |
| Russia      | 19 – 10 | Italia |

- 11 giugno

| Cina   | 15 – 6  | Italia      |
| Russia | 13 – 12 | Stati Uniti |

#### Gruppo B
|   | Squadra   | Pti | G | V | N | P | GF | GS | DR |
| - | --------- | --- | - | - | - | - | -- | -- | -- |
| 1 | Canada    | 8   | 3 | 3 | 0 | 0 | 34 | 28 | +6 |
| 2 | Australia | 6   | 3 | 2 | 0 | 1 | 33 | 26 | +7 |
| 3 | Spagna    | 3   | 3 | 1 | 0 | 2 | 30 | 35 | -5 |
| 4 | Grecia    | 1   | 3 | 0 | 0 | 3 | 19 | 37 | -8 |

- 9 giugno

| Spagna    | 8 – 11 | Canada |
| Australia | 11 – 7 | Grecia |

- 10 giugno

| Spagna    | 13 – 10 | Grecia |
| Australia | 8 – 10  | Canada |

- 11 giugno

| Spagna | 9 – 14  | Australia |
| Canada | 13 – 12 | Grecia    |

### Fase Finale

#### Quarti di finale
- 12 giugno

| Cina        | 11 – 14 | Spagna    |
| Russia      | 12 – 13 | Australia |
| Stati Uniti | 7 – 5   | Grecia    |
| Italia      | 5 – 11  | Canada    |

#### Semifinali
- 13 giugno

| Spagna    | 7 – 10 | Canada      |
| Australia | 8 – 9  | Stati Uniti |

##### 5º - 8º posto
- 13 giugno

| Cina   | 11 – 9 | Italia |
| Russia | 11 – 8 | Grecia |

#### Finali

##### 7º posto
- 14 giugno

| Italia | 6 – 13 | Grecia |

##### 5º posto
- 14 giugno

| Cina | 10 – 9 | Russia |

##### 3º posto
- 14 giugno

| Spagna | 8 – 12 | Australia |

##### 1º posto
- 14 giugno

| Canada | 6 – 9 | Stati Uniti |

## Classifica finale
| Pos. | Squadra     |
| ---- | ----------- |
|      | Stati Uniti |
|      | Canada      |
|      | Australia   |
| 4    | Spagna      |
| 5    | Cina        |
| 6    | Russia      |
| 7    | Grecia      |
| 8    | Italia      |

## Classifica marcatrici
|  | Gol | Marcatore          | Squadra     |
|  | --- | ------------------ | ----------- |
|  | 15  | Blanca Gil         | Spagna      |
|  | 14  | Ao Gao             | Cina        |
|  | 14  | Angeliki Gerolymou | Grecia      |
|  | 14  | Yunjun Sun         | Cina        |
|  | 13  | Huanhuan Ma        | Cina        |
|  | 13  | Jennifer Pareja    | Spagna      |
|  | 13  | Lauren Wenger      | Stati Uniti |